# Перминов, Павел Тимофеевич
Павел Тимофеевич Перминов (28 января 1918 года, Хайлар, Китай — 28 марта 1984 года, Калуга, РСФСР) — советский архитектор, главный архитектор Калуги (1964—1984).

## Биография
Родился в китайском городе Хайлар.
В 1930-е годы вместе с семьёй родителей переехал в Советский Союз.
Архитектурное образование получил в Новочеркасском инженерно-строительном институте, на архитектурном отделении. По окончании института в 1945 году несколько лет отработал ведущим проектировщиком в «Оренбургпроекте», затем был главным архитектором Оренбургской области. С 1960 года жил и работал в Калуге.
Большое внимание уделял развитию индустриализации строительной отрасли, проектировал и осуществлял большие градостроительные комплексы: в соавторстве с Е. И. Киреевым жилые микрорайоны Черемушки, Терепец и на улицах Жукова, М. Горького, Степана Разина, Вишневского в Анненках, гостиницы «Калуга», «Зуль». Умело вводил в декор фасадов калужских домов керамику (восьмилепестковая розетка на ул. Степана Разина, «Вышитый» дом на Ленина, 37, богиня плодородия и «сад жизни» на Карла Либкнехта, 17, павы на Ленина, 38), первоначально на мотивы традиционной тарусской вышивки, затем к ним добавилась и космическая тематика. По его распоряжению началось строительство Яченского водохранилища.
Под руководством П. Т. Перминова в 1971—1977 годах возведён архитектурно-художественный комплекс к 600-летию Калуги, а в 1975 году к 30-летию Победы памятник Медицинским работникам на улица Кирова.
Был награждён правительственными наградами, в 1981 году ему было присвоено звание Заслуженного архитектора РСФСР.
Умер в Калуге. Похоронен на главной аллее городского Пятницкого кладбища.
Сын — Владимир Павлович Перминов.

## Известные работы
Здание Выставки достижений народного хозяйства Оренбургской области (1956, ныне — Оренбургская областная филармония), Театр музыкальной комедии в Оренбурге, ансамбль жилых зданий на ул. Кобозева и Постникова, спуск к реке Урал.
В Калуге созданы ансамбли площадей Победы, Мира, Театральной, возведён Дом художника с выставочным залом на углу улиц Ленина и Кирова, Концертный зал, Дом Советов, по новому застроена улица Ленина к железнодорожному вокзалу: деревянные дома сменило здание «Калугастроя». Были построены крупные дома культуры, кинотеатры «Спартак», «Мир», здание областной администрации.
Автор памятников С. М. Кирову, А. В. Луначарскому, Н. Е. Вилонову, К. Цеткин в Калуге.

## Память
Мемориальная доска В. Т. Перминову открыта в 2009 году на д. 69 по улице Ленина в Калуге
28 марта 2024 года силами сотрудников Краеведческо-информационного центра была проведена уличная акция в память архитектора Павла Тимофеевича Перминова